# Kanzel (Hofhegnenberg)

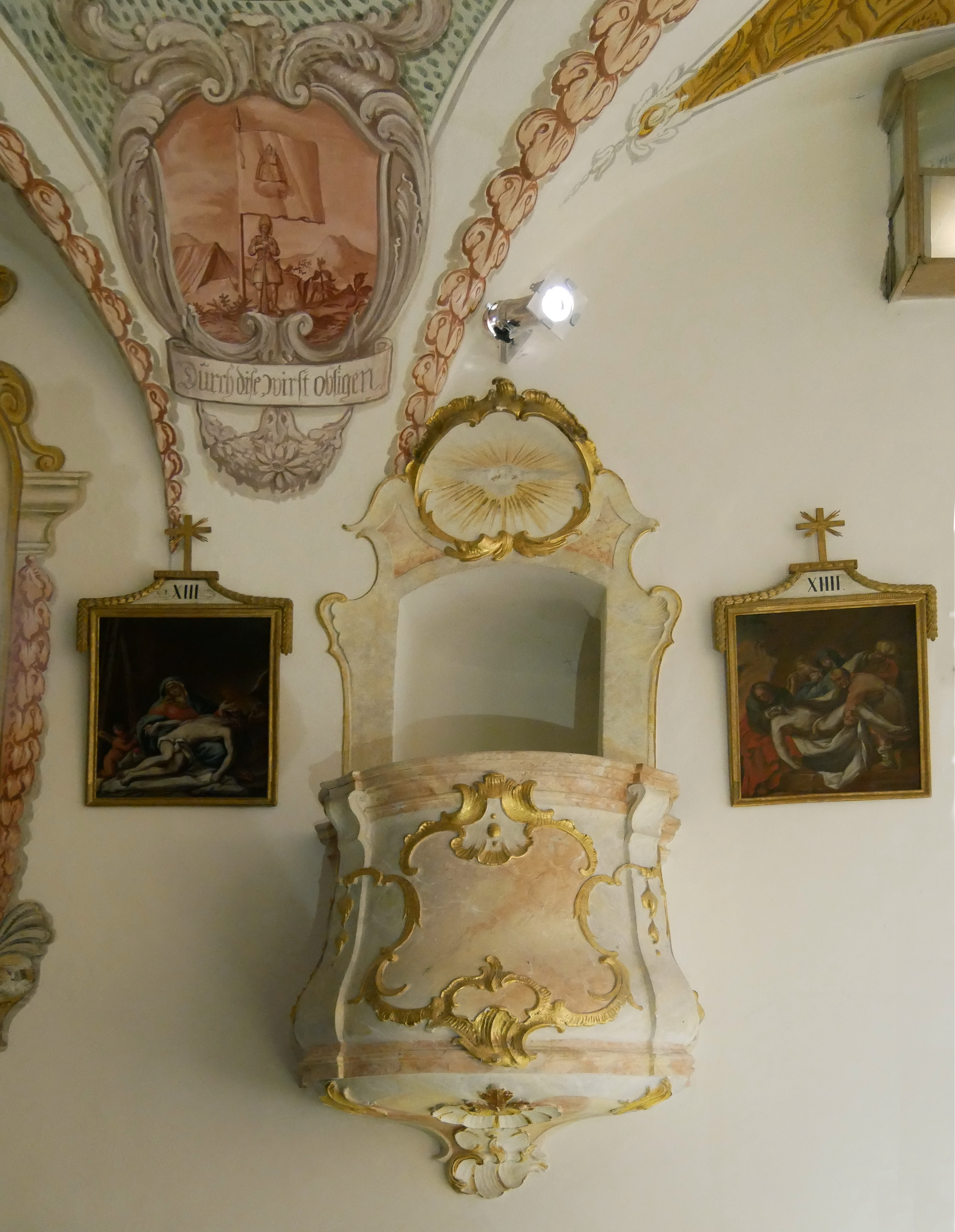
Kanzel in der Schlosskapelle von Hofhegnenberg

Die Kanzel in der Kapelle Mariä Geburt von Schloss Hofhegnenberg in Hofhegnenberg, einem Ortsteil der Gemeinde Steindorf im Landkreis Aichach-Friedberg im bayerischen Regierungsbezirk Schwaben, wurde um 1750 geschaffen. Die Kanzel ist ein Teil der als Baudenkmal geschützten Kirchenausstattung.
Die Kanzel aus Stuck im Stil des Rokoko besitzt einen Kanzelkorb mit verziertem Feld ohne Darstellung.
Anstatt eines Schalldeckels ist an der Wand über der Kanzel in einem Stuckrahmen das Auge der Vorsehung angebracht.